# Tieteberga
Tieteberga (RV 737) es una dramma per musica perdido con música de Antonio Vivaldi y libreto en italiano de A M Lucchini.
La ópera, que incluyó nueve arias de otros compositores, se estrenó en el Teatro San Moisè en Venecia el 16 de octubre de 1717.

## Personajes
| Personaje  | Tesitura                     | Reparto del estreno, 16 de octubre de 1717 |
| ---------- | ---------------------------- | ------------------------------------------ |
| Ercinio    | contralto castrato           | Francesco Braganti                         |
| Guido      | soprano (papel con calzones) | Rosa Venturini                             |
| Clotilde   | soprano                      | Chiara Orlandi                             |
| Valdrada   | contralto                    | Antonia Merighi                            |
| Tieteberga | contralto                    | Costanza Maccari                           |
| Lotario    | contralto castrato           | Francesco Natali                           |
| Marciano   | bajo                         | Annibale Imperatori                        |